# Prix Apollinaire
Der Prix Apollinaire ist der Kunstkritikpreis der Fondation Guillaume Apollinaire. Er wird jährlich von einer internationalen Jury von Kritikern und Kunsthistorikern an einen europäischen Kunstkritiker vergeben. Zu den Gewinnern zählen unter anderem Richard Leydier, Jean Christophe Piguet.
Außerdem gibt es einen Prix Apollinaire für Literatur. Der Jury gehört unter anderem der Schriftsteller Jean Portante an. Zu den Gewinnern zählt unter anderem der französische Schriftsteller Hervé Bazin.
Von 2001 bis zum Schuljahr 2007/2008 gab es einen Apollinaire-Preis für herausragende Leistungen im Fach Französisch. Hiermit würdigten die Literarische Gesellschaft Karlsruhe und die Robert Bosch Stiftung besondere schulische Leistungen von Abiturienten im Schulfach Französisch. Derzeit ruht der Preis oder wurde eingestellt. Der Preis bestand aus einer Urkunde und einer von der Stiftung geförderten zweisprachigen Anthologie Französischer Dichtung in vier Bänden.